# Saxifraga virgularis
Saxifraga virgularis är en stenbräckeväxtart som beskrevs av H. Sm.. Saxifraga virgularis ingår i Bräckesläktet som ingår i familjen stenbräckeväxter. Inga underarter finns listade i Catalogue of Life.